# Jenny Beeck
Jenny Beeck (* 9. August 1885 in Halle (Saale); † 15. Februar 1968 ebenda) war eine deutsche Lehrerin und Politikerin (LDP).

## Leben
Jenny Beeck war die Tochter des Lektors für Geflügelzucht an der Universität Halle, Alfred Beeck. Nach dem Schulabschluss widmete sie sich hauswirtschaftlicher und kaufmännischer Arbeit. In den Jahren von 1912 bis 1914 legte sie Prüfungen als Lehrerin für Haus- und Landwirtschaft und Nadelarbeit ab. Im Jahr 1915 trat sie in den städtischen Schuldienst in Halle ein und wurde 1921 zur Fachlehrerin für Hauswirtschaft ernannt. Sie engagierte sich besonders in der Jugendpflege, der Schaffung von Horten und der Einrichtung des neunten Schuljahres und war in der Lehrerinnen-Bewegung der Weimarer Republik aktiv.  
Nach der Machtergreifung Adolf Hitlers 1933 wurde sie aus rassistischen Gründen aus dem Schuldienst entlassen. Während der Zeit des Nationalsozialismus stellte sie sich der pflegerischen Arbeit zur Verfügung.
Sie wurde 1945 rehabilitiert, kehrte in den Schuldienst zurück und wurde in Halle Rektorin. Jenny Beeck trat 1945 der Liberal-Demokratischen Partei Deutschlands (LDP) bei, gehörte dem Landesfrauenbeirat Sachsen-Anhalt ihrer Partei an und war 1946 bis 1950 Landtagsabgeordnete für die LDP. Als Mitglied ihrer Partei engagierte sie sich 1946/1947 im Landesfrauenausschuss und 1947 bei der Gründung des Demokratischen Frauenbundes Deutschlands (DFD) in der Sowjetischen Besatzungszone und in Sachsen-Anhalt. Ab 1947 war sie Regierungsrätin in Halle. Im März 1950 legte sie ihr Abgeordnetenmandat nieder und zog sich aus ihren politischen Ämtern in der Partei sowie im DFD zurück.